# Мистър Бънгъл
Мистър Бънгъл са сформирани през 1985 година в Юрика, Калифорния. В началото оригиналният състав включва Тревор Дън на бас, Майк Патън – вокали, Трей Спруънс на китара и  Джед Уотс на барабани. Групата получава името си от две кратки филмчета, излъчени в ранните епизоди на The Pee Wee Herman Show, в което зле възпитан, нехигиеничен клоун-марионетка, демонстрира как добрите деца не бива да се държат.
Първият демо запис на „Mr. Bungle“ е озаглавен „The Raging Wrath Of The Easter Bunny“ и е записан през 1986 г. Той предсказва бърз дет метъл стил, който също така успява да обедини звученето на bongos, влакова свирка, саксофон и kazoo.
През следващата година поне две версии на записа неречен „Bowel of Chiley“ са записани и разпространени от „Mr. Bungle“, главно по местните радиостанции. Една от версиите е презаписана и продадена без разрешението на групата (на касетка през 1991 и на CD през 1997 година). Музиката в „Bowel of Chiley“ коренно се различава от тази в „The Raging Wrath Of The Easter Bunny“, в който са смесени ska, пънк и фънк. През това време барабанистът Джед Уотс е заменен от Ханс Вагнер. Новото звучене на групата има нужда от работата на Скот Фриц и Theo Lengyel като духови музиканти.
През 1988 г. Фриц напуска, а Люк Милър се присъединява и „Mr. Bungle“ издават „Goddamnit I love America!“. Албумът е подобен на „Bowel of Chiley“, но се отличава със стегнато звучене. Две от седемте парчета в него намират мястото си в първия звукозаписен албум на „Mr. Bungle“.